# Dominic Demschar
Dominic Demschar (Oberndorf bei Salzburg, 19 maggio 1993) è un ex sciatore alpino australiano.

## Biografia
Attivo in gare FIS dall'agosto del 2008, Demschar ha esordito in Australia New Zealand Cup il 18 agosto 2009 a Mount Hotham in slalom gigante, senza completare la prova, e ai Giochi olimpici invernali a Soči 2014, dove si è classificato 39º nello slalom gigante e non ha completato lo slalom speciale. Ha partecipato a un'edizione dei Campionati mondiali, Vail/Beaver Creek 2015, senza terminare lo slalom gigante, e a una gara di Coppa del Mondo, lo slalom gigante del 3 dicembre 2017 a Beaver Creek che non ha completato.
Ai XXIII Giochi olimpici invernali di Pyeongchang 2018, sua ultima presenza olimpica, è stato 33º nello slalom gigante e non ha completato lo slalom speciale. Si è ritirato durante la stagione 2018-2019 e la sua ultima gara è stata uno slalom gigante universitario disputato a Eldora il 9 gennaio, non completato da Demschar.

## Palmarès

### Nor-Am Cup
- Miglior piazzamento in classifica generale: 35º nel 2017
- 1 podio:
  - 1 terzo posto

### Australia New Zealand Cup
- Miglior piazzamento in classifica generale: 12º nel 2014